# 元暁
元暁（がんぎょう、或いはげんぎょう、ハングル表記 원효、本名:薛思、 諡号:和諍国師、617年 - 686年）は新羅の華厳宗の僧侶である。新羅浄土教の先駆者。俗姓は薛、名前は誓幢、新幢である。

## 人物
新羅の押梁郡（現在の慶尚北道）に生まれ、29歳のときに皇龍寺で出家。興輪寺の法蔵に華厳を学ぶ。教学と論争に優れた人物であった。650年, 義湘と共に唐に渡ろうとしようとしたが、高句麗軍に阻まれ失敗した。661年また義湘と唐に渡ろうとしようとしたが、党項城の古塚にとどまっているときに喉の渇きを覚え、偶然に枕元にあった水を飲んだ。よく見ればその水は骸骨に溜まったものだった。そこで元曉は「真理は遠くにあるものではない。枕元で甘く飲めた水が、起きた後に骸骨に溜まっていたことを知った時、気に障り吐きたくなった。だが、世の中への認識は心にこそある」と悟って帰って来た。その後は華厳学の研究に専念し、240巻もの著作を成した。
ある日、元曉が街で「誰許沒柯斧 我斫支天柱」という歌を歌った。誰も意味が分からなかったが, 武烈王だけは意味を理解し未亡人だった瑤石宮の公主を嫁がせ、彼女は薛聡を生んだ。その後、元曉は「小姓居士」と名を変えて、芸人が与えた瓠に「無碍」という名を付けて、歌を作って仏教を庶民に普及させた。
弟子の審祥が日本に華厳宗を伝えたため、東大寺を始めとする南都の諸寺院でもてはやされるようになり、高山寺にある『華厳縁起』には、元暁にまつわる様々な伝説が語られている。

## 著作リスト
- 『大慧度経宗要』
- 『法華宗要』
- 『華厳経疏』
- 『大涅槃経宗要』
- 『解深密経疏』
- 『大乗起信論疏』
- 『大乗起信論別記』
- 『大無量寿経宗要』
- 『阿弥陀経疏』
- 『弥勒上生経宗要』
- 『菩薩瓔珞本業経疏』
- 『梵綱経菩薩』
- 『戒本私記』
- 『菩薩戒本持犯要記』- 本書については、関連資料を網羅的に紹介している研究がなされている[5]。
- 『中辺分別論疏』
- 『大乗六情懺悔』
- 『発心修行章』
- 『十門和諍論』
- 『二障義』
- 『判比量論』
- 『金剛三昧経論』
  - 『元暁大師全集』（寶蓮閣、1979年）
- 『遊心安楽道』- 本書は、近年の研究で元暁仮託の偽撰書である可能性が指摘されている[6]。

## 脚註